# Esperanza Matheus y Yerovi
Esperanza Matheus y Yerovi (Guayaquil, 2 de marzo de 1917-ibídem, 1 de diciembre de 2006) fue una lingüista, académica,  escritora y gestora cultural ecuatoriana. Fue miembro de número de la Academia Ecuatoriana de la Lengua y fundadora del Centro de Cultura Hispánica de Guayaquil.

## Biografía

### Infancia
Nació en Guayaquil, en la casa familiar ubicada en la esquina de Malecón y Aguirre, el 2 de marzo de 1917. Sus padres fueron Carlos Matheus Pacheco, presidente del Congreso y encargado del poder ejecutivo, y su segunda esposa y sobrina carnal Isabel María Yerovi Matheus. Ambos guayaquileños.
De dos años de edad su familia la llevó a visitar a su hermano Carlos que estudiaba en Los Ángeles. Una mañana se soltó de los brazos de su niñera en el parque zoológico, cuando oyó que otros niños gritaban a Chaplín admirando su obra, menos Esperanza quien indicó que no le gustan por hacerle llorar. Su padre pidió disculpas pero Chaplín le respondió "Esta niñita es demasiado sensible, no la lleve nunca a ver mis películas porque comprende el alma de ellas" y se alejó pensativo.
A los cuatro años leía en un libro de historia sagrada con figuritas explicativas que le mostraba su madre, quien también le enseñó a tocar el piano. Estudio el primer grado del Colegio de las Salesianas en Luque y Escobedo. El 9 de junio de 1925 hizo su primera comunión.

### Actividad Cultural
Al morir su padre, en 1928, su madre se dedicó enteramente a ella y a la construcción de la Catedral de Guayaquil, a la que la ella siempre llamó “mi hermana de piedra”. Entre el 1929 y el 1932 cursó el internado en Quito, siendo a causa de la Guerra de los Cuatro Días que debió suspender sus estudios en la capital. En ese tiempo ayudaba a los programas culturales y a la enseñanza en los Centros Obreros de Instrucción.
En 1949 fue fundadora del Centro de Cultura Hispánica de Guayaquil, del cual fue uno de sus miembros más distinguidos; y del Círculo Femenino de Cultura Hispánica, que en su primera sesión ordinaria la eligió, en 1953, para ocupar el cargo de presidenta. Ya en 1956 ya había escrito sus primeras obras literarias, que consistían en pequeños cuentos y narraciones.
Asentada en investigaciones, escribió obras entre las cuales se encuentran:“Mito y Mística del Siete”, “Ecuatorianismos de Costa y Sierra”, “César Andrade y Cordero: Vida y Obra”, “Discurso para la Coronación del Dr. Luís Cordero Crespo”, “La Poesía de José María Egas: El Bardo de Dios”, “Las Lenguas Pre-Incaicas de las Costas del Reino de Kit-Us, hoy República del Ecuador”, “El Siete Esotérico”; las novelas “Rocío” (costumbrista), “Controversias del Corazón”, ”Margarita”, “Dos Besos” y “Un Ensayo como Prólogo para un Sueño: Beatriz Pacheco”.
Falleció el 1 de diciembre del 2006 en su ciudad natal de Guayaquil.

## Premios y distinciones
En 1980 ingresó a la Academia Ecuatoriana de la Lengua, correspondiente a la Real Academia Española, al ser nombrada miembro de número donde leyó su discurso de presentación titulado “La Participación de la Mujer Ecuatoriana en la Creación de la Cultura del País”. Igualmente recibió el Lazo de Dama de la Orden del Mérito Civil, enviado por Francisco Franco, y el lazo de Dama de la Orden de Isabel la Católica, entregado por Juan Carlos I de España.